# Teleutaea corniculata
Teleutaea corniculata är en stekelart som beskrevs av Setsuya Momoi 1978. Teleutaea corniculata ingår i släktet Teleutaea och familjen brokparasitsteklar. Inga underarter finns listade i Catalogue of Life.